# 藍嘴雀鯛
藍嘴雀鯛（學名：Pomacentrus bellipictus），是輻鰭魚綱鱸形目雀鯛科雀鯛屬的其中一種，分布於西太平洋印尼西巴布亞省海域，深度1至2公尺，本魚體呈卵圓形且側扁，體深棕色，接近黑色，嘴部周圍、眼睛下方和前鰓蓋骨邊緣有對比鮮明的藍色區塊，成魚虹膜大多為深灰色，瞳孔周圍有一個狹窄的青銅色環狀紋，背鰭硬棘13-14枚、背鰭軟條12-14枚、臀鰭硬棘2枚、臀鰭軟條12-15枚，體長可達6.8公分，棲息在沿岸岩石區，以浮游生物為食，繁殖期時成對出現，雄魚會守護卵直到孵化，生活習性不明。